# Diglochis sylvicola
Diglochis sylvicola är en stekelart som först beskrevs av Walker 1835.  Diglochis sylvicola ingår i släktet Diglochis och familjen puppglanssteklar. Arten är reproducerande i Sverige. Inga underarter finns listade i Catalogue of Life.